# 中华粘腺果
中华粘腺果（学名：Commicarpus chinensis）为紫茉莉科粘腺果属下的一个种。